# Laura Cereta
Laura Cereta, née en 1469 à Brescia (République de Venise, aujourd’hui en Italie) et morte en 1499, est une féministe et humaniste italienne de la Renaissance. La majeure partie de ses écrits l'a été sous la forme de lettres à d'autres intellectuels.

## Biographie
Laura Cereta est née en 1469 à Brescia. Elle est l'aînée de six enfants. Son père, Silvestro Cereto, est procureur et magistrat du roi, sa mère se nomme Veronica di Leno. Elle aurait été nommée comme le laurier du jardin familial qui avait survécu à un violent orage.
Elle est envoyée au couvent à l'âge de sept ans pour y être éduquée. Elle y apprend les principes religieux, à broder, à lire et à écrire. C'est alors une enfant souvent malade et qui souffre d'insomnies. A neuf ans, elle fait un bref séjour chez ses parents pour s'occuper de ses jeunes frères et sœurs. Elle retourne au couvent et y approfondit ses connaissances en latin.
À quinze ans, elle est mariée à Pietro Serino, un marchand vénitien, qui meurt d'une fièvre (probablement de la peste) après dix-huit mois de mariage. Sans enfants, elle ne se remariera pas. Deux ans plus tard, on suppose qu'elle entame une carrière de professeur de philosophie à l'Université de Padoue. Elle se consacre à ses recherches académiques et entretient des amitiés féminines, notamment avec des religieuses : Nazaria, Soura Deodata de Leno, Santa Pelegrina et une abbesse à Chiari. Elle écrit des lettres entre 1485 et 1488 destinées à des amis, sa famille ou à des correspondants fictifs. Son père en enverra quelques-unes au frère dominicain Tommaso de Milan.
En 1488, elle rassemble 82 lettres en se basant sur le modèle de Pétrarque, introduites par un dialogue burlesque sur le décès d'un âne, et fait circuler le manuscrit sous le nom d'Epistolae familiares. Elle dédicace cette œuvre à son mentor, le cardinal Ascanius Maria Sforza. Son manuscrit ne sera pas publié avant le XVIIe siècle, mais il circula parmi des humanistes à Brescia, Vérone et Venise entre 1488 et 1492. Laura Cereta fut très critiquée pour avoir distribué ses propres œuvres et pour avoir présumé que ses capacités intellectuelles pouvaient être égales à celles des hommes. Son père décède six mois après la publication de ses lettres, ce décès et les critiques lui ôtent l'envie d'écrire.
Laura Cereta meurt en 1499 à l'âge de 30 ans, de cause inconnue. Aucun de ses derniers écrits n'est parvenu jusqu'à nous. Fait très rare pour une femme à l'époque, elle a droit à des funérailles publiques et à des festivités à Brescia.

## Féminisme
Dans ses lettres et conférences publiques, Laura Cereta défend le droit des femmes à l'éducation et se bat contre l'oppression des femmes mariées. Elle y explore l'histoire des contributions des femmes à la vie politique et intellectuelle européenne. Elle critique le carcan qu'est l'institution du mariage et les travaux ménagers et condamne l'attirance des femmes pour les bijoux, les robes et les cosmétiques.
Ses lettres sont parmi les premiers écrits féministes en Europe. Elle affirme que « tous les êtres humains, femmes incluses, sont nés avec le droit à l'éducation ».
Ses lettres fournissent également un portrait détaillé de la vie privée d'une femme de l'époque, car Laura Cereta adresse ses lettres à un cercle intime d'amis et explique ses difficultés relationnelles avec sa mère ou son mari.  
Elle écrit également sur la guerre, la mort, le destin ou la chance. Sa correspondance avec Bibolo Semproni inclut l'une des rares références pré-modernes à la poétesse du Ier siècle av. J.-C. : Cornificia.